# ジェームズ・デニス (初代トラクトン男爵)
初代トラクトン男爵ジェームズ・デニス（英: James Dennis, 1st Baron Tracton PC (Ire) KC、1721年ごろ – 1782年6月15日）は、アイルランド王国の裁判官、政治家。1761年から1777年までアイルランド庶民院議員を、1777年から1782年までアイルランド財務府裁判所主席裁判官を務めた。1781年に男爵に叙されたが、爵位は1年で廃絶した。

## 生涯
ジョン・デニス（John Dennis）と妻アン（旧姓ブレン）の息子として、コークで生まれた。1735年6月10日にダブリン大学トリニティ・カレッジに入学、1746年ミカエル学期（秋学期）にアイルランドにおける法廷弁護士資格を取得した。1755年にコーク県ヨールの裁判所記録官に就任、1781年まで務めた。1757年、アイルランドにおける勅選弁護士に選出された。
1761年から1768年までラスコーマック選挙区の、1769年から1777年までヨール選挙区の代表としてアイルランド庶民院議員を務めた。
1764年に第三上級法廷弁護士に任命され、1767年に第二上級法廷弁護士に、1774年に第一上級法廷弁護士に昇進した。1777年7月23日にアイルランド財務府裁判所主席裁判官に任命されるとともに第一上級法廷弁護士、アイルランド庶民院議員を退任、同年9月18日にアイルランド枢密院の枢密顧問官に任命された。
1781年1月4日、アイルランド貴族であるコーク県トラクトン・アビーにおけるトラクトン男爵に叙されたが、1782年6月15日に急死、爵位は1代で廃絶した。姉妹フランシスとトマス・スウィフト（Thomas Swift）の間の息子2人が遺産を相続した。具体的にはミード・スウィフト（Meade Swift）がケリー県の地所を、ジョン・スウィフト（John Swift）がコーク県とダブリン県の地所を相続し、トラクトン男爵の遺言状に基づき2人ともに「デニス」を姓に加えた。

## 家族
1769年、エリザベス・ピゴット（Elizabeth Pigott、エマニュエル・ピゴットの娘）と結婚したが、2人の間に子供はいなかった。